# Rallye Wiesbaden

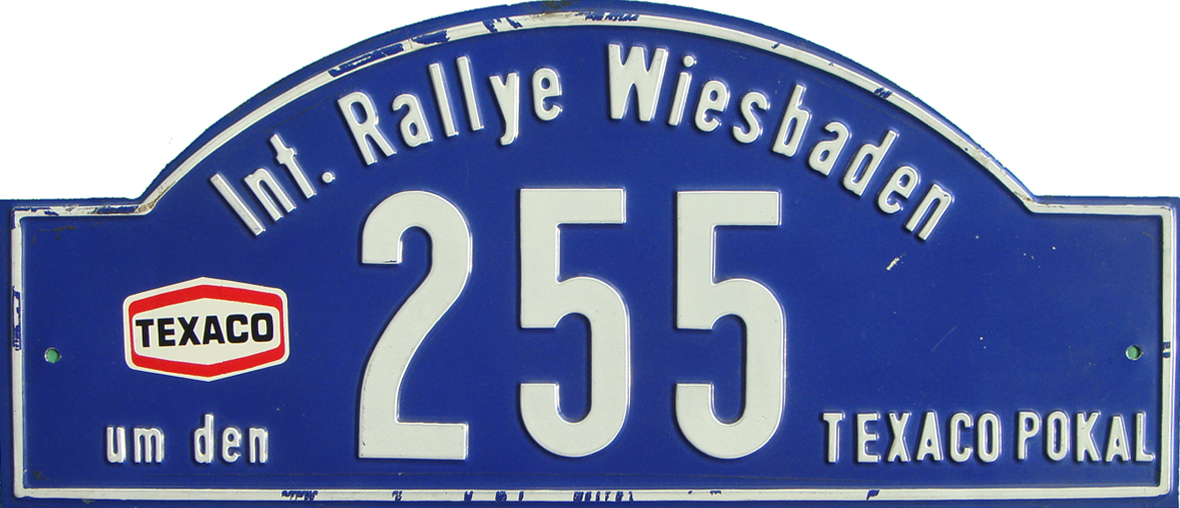
Rallyeschild

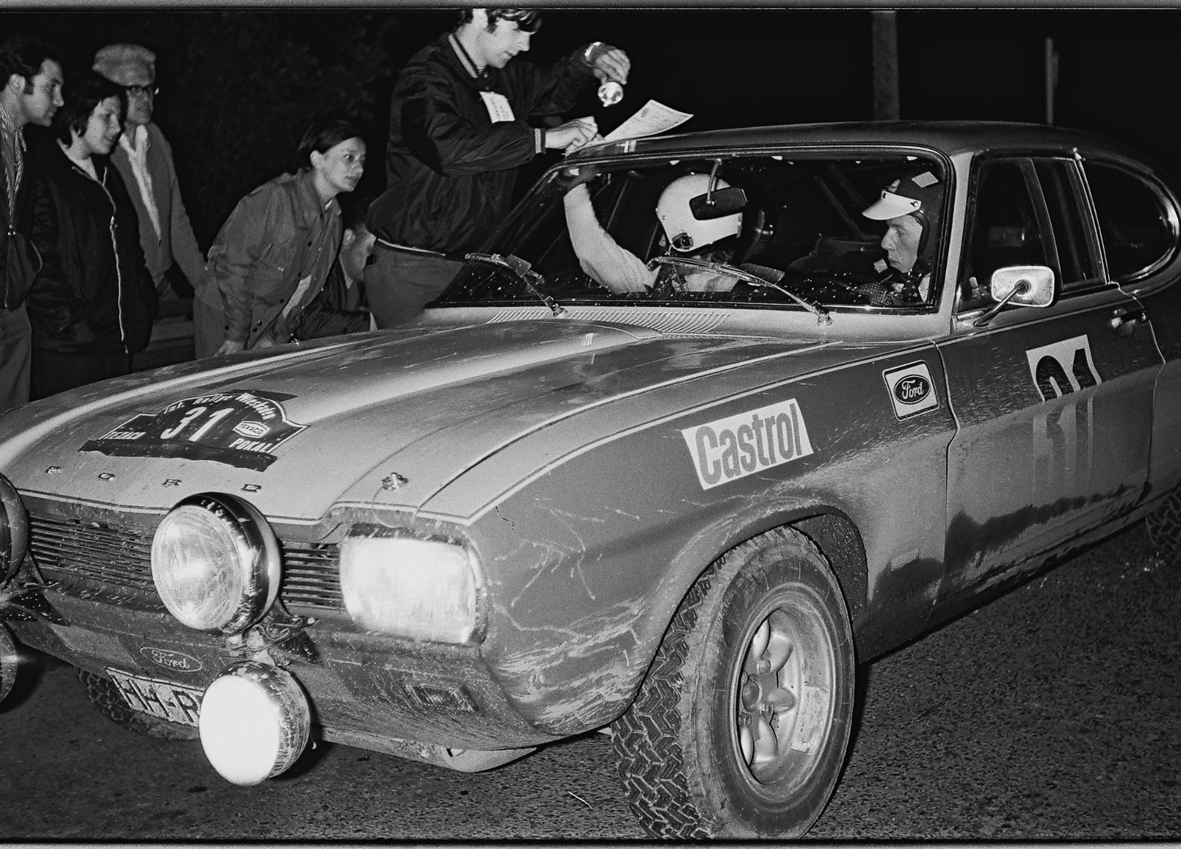
Gesamtsieger 1971 (Röhrl-Marechek)

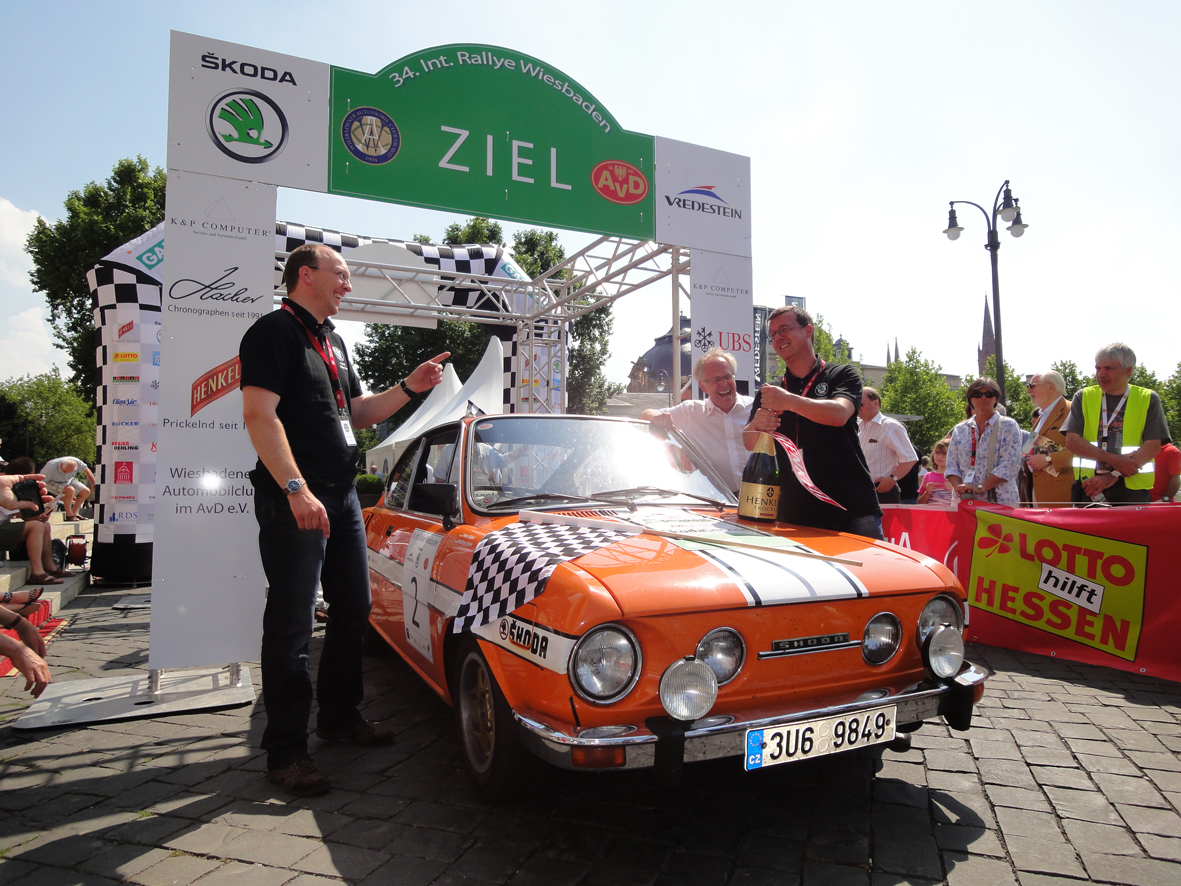
Gesamtsieger 2011 (Kahle-Göbel)

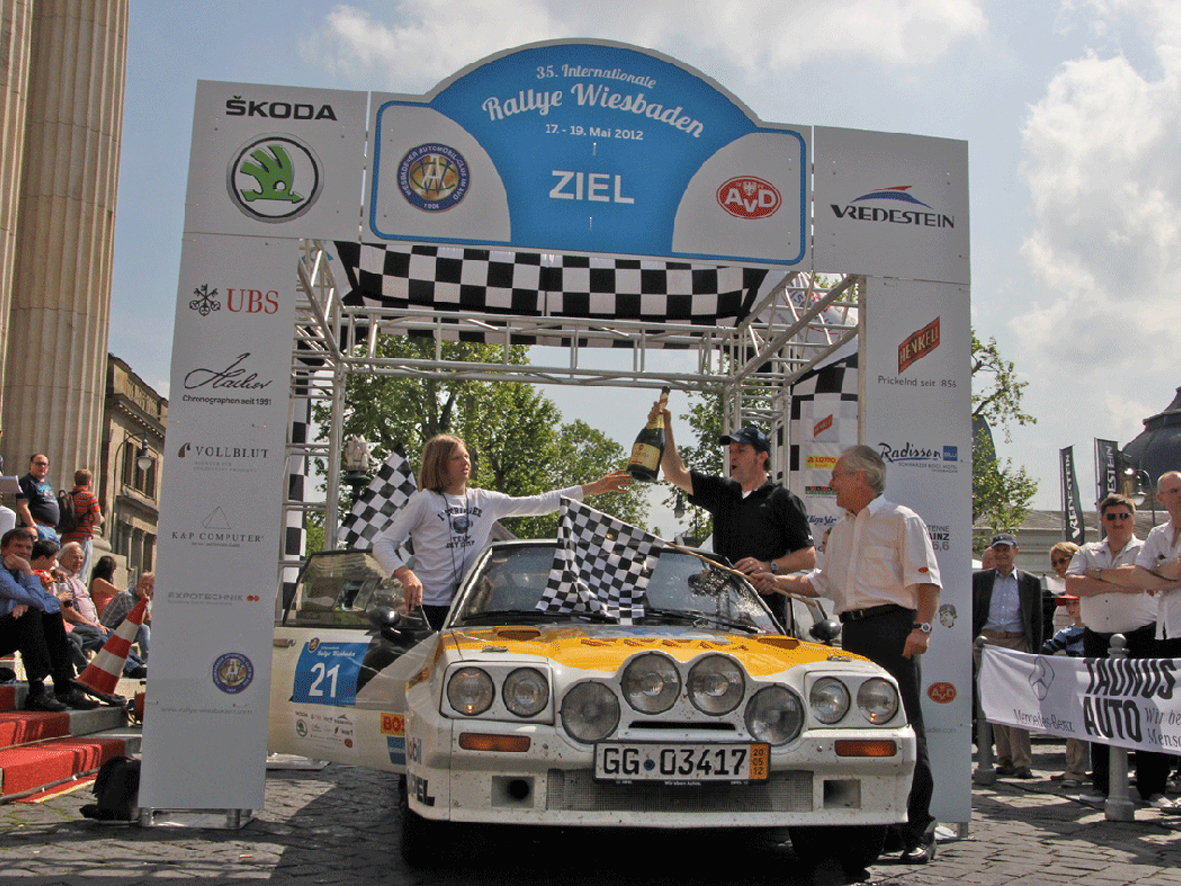
Gesamtsieger 2012 (Wirth-Wirth)

Die Rallye Wiesbaden, eine der wenigen „klassischen“ deutschen Rallyes, setzte in den 1950er Jahren die Tradition der großen internationalen Sternfahrten, wie sie vor dem Krieg gefahren worden waren, fort. Sie baute aber gleichzeitig auf den Erfahrungen auf, die man bei den internationalen Langstreckenfahrten im Verlauf der vielen Wiesbadener Automobil-Turniere gesammelt hatte. Sie wird vom Wiesbadener Automobilclub (WAC) veranstaltet.

## Geschichte
Die eigentliche Int. Rallye Wiesbaden wurde 1954 zum ersten Mal ausgetragen. In den Folgejahren entwickelte sich die Rallye Wiesbaden und die zur selben Zeit ausgetragenen Turniere, besonders der „Schönheitswettbewerb“ (Autoschau), zu einer festen Veranstaltung rund um das Wiesbadener Kurhaus. Trotz aller Einschränkungen, denen Wettbewerbe auf öffentlichen Straßen unterlagen, konnte der WAC die Rallye Wiesbaden im internationalen Motorsportkalender etablieren.
Die 25. Rallye Wiesbaden 1963 war der zwölfte Wertungslauf zur Sportwagen-Weltmeisterschaft dieses Jahres. Die 30. Int. Rallye Wiesbaden vom 2. bis 5. Mai 1968, die den Zusatz „Deutschland Rallye“ trug, wurde als Lauf zur Rallye-Europameisterschaft für Fahrer und für die Deutsche Rallye-Meisterschaft gewertet. Erstmals wurde der wesentliche Teil dieser Langstreckenprüfung in die Tschechoslowakei (ČSSR) verlegt. Unterstützt wurde der WAC hierbei durch den Automobilclub der Tschechoslowakei, in den Jahren 1969 bis 1971 durch den Automobilclub Klatovy. In diesen Jahren gab es große Teilnehmerfelder mit über 250 Fahrzeugen. 1971 siegte der damals noch unbekannte Walter Röhrl.
Die zunehmende Abschottung der ČSSR zum Westen machte eine Austragung in dieser Form nicht mehr möglich. 1972 musste die Rallye Wiesbaden ausfallen. Der Versuch, die Rallye 1973 nach Frankreich zu verlegen, scheiterte an dem Einspruch eines französischen Präfekten. Der Club zog sich daraufhin vom Rallyesport zurück und wandte sich verstärkt dem Automobilrennsport zu.

## Die neue Internationale Rallye Wiesbaden
2011 gelang dem Wiesbadener Automobilclub mit der 34. Int. Rallye Wiesbaden, gemeinsam mit der Unterstützung des Automobilclubs Klatovy ein Neuanfang. In dieser neuen Veranstaltung sind historische Fahrzeuge mit einem Alter von mindestens 30 Jahren zugelassen. Auf einer rund 1300 km langen Strecke werden auch Sonderprüfungen durchgeführt.